# Metal Monster
Pour plus de détails, voir Fiche technique et Distribution.
Metal Monster (Wheels of Terror ou Terror in Copper Valley) est un téléfilm américain, diffusé originellement en 1990 sur USA Network.

## Synopsis
Laura et Stephanie, sa fille de 12 ans, viennent de quitter Los Angeles pour s'installer dans la Copper Valley. Laura commence son nouveau travail de conductrice d'autobus scolaire alors que plusieurs petites filles sont enlevées et violées dans la région.
Elle est la seule à remarquer une Dodge Charger noire 1971/74 aux vitres teintées, jusqu'au jour où elle voit sa fille se faire enlever par la Dodge Charger, qu'elle prend en chasse avec son autocar scolaire — et les enfants qui sont dedans —  à travers l'Arizona.

## Fiche technique
- Titre original : Wheels of Terror ou Terror in Copper Valley
- Titre français : Wheels of Terror
- Réalisation : Christopher Cain
- Scénario : Alan B. McElroy
- Direction artistique : Nigel Clinker
- Costumes : Eilish Zebrasky
- Photographie : Richard Bowen
- Son : Dwayne Avery et Glenn Micallef
- Montage : Steven Cohen
- Musique : Jay Gruska
- Production : Stanley M. Brooks, Mike Cheda, Richard Learman
- Société de production : MCA Television Entertainment
- Format : Couleurs - 1,33:1 - Dolby
- Genre : exploitation, horreur, thriller
- Durée : 86 minutes
- Date de sortie : 11 juillet 1990
- interdit aux moins de 12 ans

## Distribution
- Joanna Cassidy : Laura
- Marcie Leeds : Stephanie
- Gary Carlos Cervantes : Luis
- Arlen Dean Snyder : détective Drummond
- Henry Max Kendrick : Kellogg
- Sharon Thomas Cain : Amy Donaldson
- Jacob Kenner : Brad
- Julie Hasel : fille dans le bus
- Kimberly Duncan : Kimberly Donaldson
- Mindy Spence : Stacy Harrison
- Jon Conrad Pochron : motard
- Kirk Nelson : shérif
- Kristina Betts : fille victime
- Bill Yarbrough : père de la fille
- Roger Rook : pasteur
- 'Bear' Cheney : entraîneur de gymnastique
- Liz Romero : policier
- John McCabe : garçon
- Robert Elliott : M. Donaldson
- Fred Sugerman : habitant de la ville
- Richard Hardy : habitant de la ville
- Maria Amarocho : habitant de la ville
- Carolyn Pain : habitant de la ville

## Distinctions
Nomination aux Young Artist Awards 1991 dans la catégorie Best Young Actress in a Cable Special : Marcie Leeds 

## Autour du film
Le film a été tourné en Arizona.